# Neoamerioppia foveolata
Neoamerioppia foveolata är en kvalsterart som först beskrevs av Sandór Mahunka 1984.  Neoamerioppia foveolata ingår i släktet Neoamerioppia och familjen Oppiidae. Inga underarter finns listade i Catalogue of Life.